# Phanerosaurus
Phanerosaurus is een geslacht van uitgestorven diadectide Reptiliomorpha uit het Vroeg-Perm van Duitsland. Fossielen zijn bekend uit de Leukersdorfformatie bij Zwickau. 

## Naamgeving
De Duitse paleontoloog Christian Erich Hermann von Meyer benoemde de typesoort Phanerosaurus naumanni in 1860 op basis van twee sacrale wervels en vier achterste ruggenwervels. De geslachtsnaam is afgeleid van het Grieks φανερός, in de betekenis van 'opmerkelijk'. De soortaanduiding eert professor Carl Friedrich Naumann die het exemplaar vond. 
Een tweede soort Phanerosaurus pugnax, 'de vechtlustige', werd in 1882 benoemd, maar werd in 1905 in zijn eigen geslacht Stephanospondylus geplaatst.

## Beschrijving
Net als die van andere diadectiden zijn de wervels van Phanerosaurus erg breed. De wervelbogen zijn erg lang en strekken zich uit tot voorbij de centra met prominente zygapophyses die aan weerszijden uitsteken. Er zijn weinig onderscheidende kenmerken in de wervels van Phanerosaurus om het te onderscheiden van andere diadectiden. Een van de weinige unieke kenmerken zijn de verkorte doornuitsteeksels.